# Adithya
Adithya (em tâmil:  ஆதித்யா, nascido em 6 de abril), é um ator indiano ateu.

## Filmografia
| Ano  | Filme                            | Papel                 | Língua    | Notas            |
| ---- | -------------------------------- | --------------------- | --------- | ---------------- |
| 2003 | Anjaneya                         | Siva                  | Tâmil     |                  |
| 2003 | Jay Jay                          | Sivaram               | Tâmil     |                  |
| 2003 | Vamanapuram Busroot              | Karipidi Gopi         | Malaiala  |                  |
| 2004 | Chatrapathi                      | Siva                  | Tâmil     |                  |
| 2004 | Nerenja Manasu                   | Inspector Adithya     | Tâmil     |                  |
| 2004 | Wanted                           |                       | Malaiala  |                  |
| 2004 | Mambazhakalam                    | Dr. Raghuram          | Malaiala  |                  |
| 2005 | Arinthum Ariyamalum              | ACP Thiyagarajan      | Tâmil     |                  |
| 2005 | Daas                             | Anwar                 | Tâmil     |                  |
| 2005 | Ben Johnson                      | Vettukadan Velayuthan | Malaiala  |                  |
| 2005 | Bus Conductor                    | S.I Sajan George      | Malaiala  |                  |
| 2006 | Aadhi                            | Abdullah              | Tâmil     |                  |
| 2006 | Kedi                             | Aadhi                 | Tâmil     |                  |
| 2006 | Vattaram                         | Inspector             | Tâmil     |                  |
| 2006 | Poi                              | Vishnu                | Tâmil     |                  |
| 2006 | Kilukkam Kilukilukkam            | Shivachandra Panikker | Malaiala  |                  |
| 2006 | Rashtram                         | Amir Bhai             | Malaiala  |                  |
| 2006 | Pachakuthira                     | Terrorist             | Malaiala  | Guest appearance |
| 2006 | Bhargava Charitam Moonam Ghandam | Mariappan             | Malaiala  |                  |
| 2006 | Chacko Randaaman                 | Parindhu Gopi         | Malaiala  |                  |
| 2007 | Billa                            | Anil Menon            | Tâmil     |                  |
| 2008 | Inba                             |                       | Tâmil     |                  |
| 2008 | Thirutham                        |                       | Tâmil     |                  |
| 2009 | Villu                            | Raaka                 | Tâmil     |                  |
| 2009 | Billa                            | Adithya               | Telugo    |                  |
| 2009 | Kulir 100°                       |                       | Tâmil     |                  |
| 2009 | TN 07 AL 4777                    |                       | Tâmil     |                  |
| 2010 | Aasal                            |                       | Tamil     |                  |
| 2010 | Thanthonni                       |                       | Malaiala  |                  |
| 2010 | Kanagavel Kaaka                  | Karunakaran           | Tâmil     |                  |
| 2010 | Singam                           | Vaikuntam             | Tâmil     |                  |
| 2010 | Pournami Naagam                  |                       | Tâmil     |                  |
| 2010 | Again Kasargod Khader Bhai       | Ali Khan              | Malaialam |                  |
| 2010 | Aattanayagann                    |                       | Tamil     |                  |
| 2010 | Simha                            | Gopi                  | Telugo    |                  |
| 2011 | Naan Sivanaagiren                |                       | Tâmil     | Filming          |
| 2011 | Collector                        |                       | Malaialam | Filming          |
| 2011 | Raa Raa                          |                       | Tâmil     | Filming          |
| 2011 | Thimiraatam                      |                       | Tâmil     | Filming          |
| 2011 | Sigappu Nizhal                   |                       | Tâmil     | Filming          |
| 2011 | Kshetram                         |                       | Telugo    | Filming          |
| 2011 | Dookudu                          |                       | Telugo    | Filming          |
| 2011 | Eega                             |                       | Telugo    | Filming          |
| 2011 | Mahadeva Naidu                   |                       | Telugo    | Filming          |